# Modestie (Hervieu)
Pour les articles homonymes, voir Modestie.
Modestie est une pièce de théâtre, comédie en un acte de Paul Hervieu, représentée pour la première fois à Londres en 1908, puis à la Comédie-Française le 5 avril 1909.

## Résumé
Henriette, veuve depuis peu, est courtisée par Albert, un ami, et par Jacques, son cousin. Elle donne d'abord la préférence à Albert, dont le caractère sérieux et l'autorité l'impressionnent. Jacques suggère alors à Albert que pour la conquérir tout à fait, le meilleur moyen est de détailler à Henriette tous les défauts qu'il lui trouve. Il obtempère, Henriette se fâche et choisit Albert, auquel elle fait promettre qu'il la préviendra dès qu'il lui trouvera un nouveau défaut.

## Distribution
| Acteurs et actrices ayant créé les rôles |                   |
| Personnage                               | Acteur ou actrice |
| Albert                                   | Paul Numa         |
| Henriette                                | Jeanne Provost    |
| Jacques                                  | Marcel Dessonnes  |